# San Eduardo del Mar
San Eduardo del Mar es una localidad del partido de General Pueyrredón, Provincia de Buenos Aires, Argentina.

## Población
Se encuentra en el aglomerado llamado Miramar-El Marquesado junto con la localidad de El Marquesado, y Miramar del vecino partido de General Alvarado.
Cuenta con 200 habitantes (Indec, 2001), lo que representa un ascenso del 132% respecto a los 85 habitantes (Indec, 1991) del censo anterior.
En términos de aglomeración, la población es de 24,517 habitantes (Indec, 2001).
|                                                      | Norte: Chapadmalal |         |
| Oeste: Localidades del Partido de General Pueyrredón |                    | Este: - |
|                                                      | Sur: El Marquesado |         |

- Datos: Q6118626